# Eisenbahn- und Verkehrsgewerkschaft

Logo związku

Eisenbahn- und Verkehrsgewerkschaft (EVG) – niemiecki związek zawodowy z siedzibą we Berlinie reprezentujący pracowników przedsiębiorstw kolejowych. Organizacja zrzeszona jest w federacji Deutscher Gewerkschaftsbund.
EVG powstał 30 listopada 2010 w wyniku fuzji związków zawodowych Verkehrsgewerkschaft GDBA i TRANSNET.
W dniu 23.12.2018 związek liczył 187 396 członków. Przewodniczącym związku jest Alexander Kirchner (2019).